# Luis Taruc
Luis Taruc (ur. 21 czerwca 1913 w San Luis w prowincji Pampanga, zm. 4 maja 2005 w Quezon City), filipiński przywódca komunistyczny.
W 1932-1934 studiował na uniwersytecie w Manili. W 1935 wstąpił do partii komunistycznej. Od 1942 stał na czele grupy zbrojnej Hukbalahap, stanowiącej zbrojne ramię Komunistycznej Partii Filipin; w okresie II wojny światowej prowadził walkę z siłami japońskimi. Kontynuował nielegalną działalność po wojnie, aż do 1954; poddał się bezwarunkowo po negocjacjach ze specjalnym wysłannikiem prezydenta Ramona Magsaysaya, Benigno Aquino i został skazany na 12 lat więzienia. Zmarł na zawał serca.